# Ghoria
Ghoria é um gênero de traça pertencente à família Arctiidae.